# نبرد ویندونیسا
نبرد ویندونیسا نبردی بود که در ۲۹۸ میلادی میان ارتش امپراتوری روم به فرماندهی امپراتور کنستانتیوس و قوم آلامانی رخ داد. این نبرد با پیروزی روم به پایان رسید.